# Montescudaio
Montescudaio – miejscowość i gmina we Włoszech, w regionie Toskania, w prowincji Piza.
Według danych na rok 2004 gminę zamieszkiwały 1434 osoby, 75,5 os./km².